# 크리스티안 탈만
크리스티안 탈만(Christian Thalmann)은 스위스 출신의 천체물리학자, 서체 디자이너, 인공 언어 창작자이다. ETH 취리히(취리히 연방공과대학교)에서 천문학 박사 학위를 받은 그는 맥스플랑크 천문학 연구소(MPIA)와 스위스 천문학 프로젝트(NCCR PlanetS) 등에서 항성 및 행성 형성에 관한 연구를 수행하였다. 과학자로서 활동하는 동시에, 타이포그래피에 대한 깊은 열정을 바탕으로 서체 디자인 작업을 병행하고 있으며, 개인 폰트 레이블인 「Catharsis Fonts」를 설립해 Cormorant, Quinoa, Ysabeau 등 다수의 독창적인 서체를 발표했다. 또한 탈만은 인공 언어(콘랭, conlang) 창작자로도 잘 알려져 있으며, Jovian, Obrenje 등 다양한 언어를 개발해왔다. 그는 넷플릭스 드라마 《섀도우 앤 본》(Shadow and Bone)의 세계관에 등장하는 픽션 언어 ‘피예르단어(Fjerdan language)’를 데이비드 J. 피터슨과 공동 개발하는 등, 상업 콘텐츠에서도 언어 제작자로 활약했다. 과학, 디자인, 언어 창작이라는 세 영역을 넘나들며 활동하는 탈만은 정밀성과 창의성을 결합하는 독특한 작업 세계로 주목받고 있다.